# Irina Falconi Hartman
Irina Alejandra Falconi Hartman, nota fino al matrimonio nel 2021 come Irina Falconi (Portoviejo, 4 maggio 1990), è un'ex tennista statunitense.

## Biografia
Originaria dell'Ecuador, si è stabilita negli USA con la famiglia in tenera età venendo introdotta al tennis dal padre Carlos. Nel 2021 si è sposata con Travis Hartman, la coppia ha avuto una figlia nello stesso anno di nome Isabella.

## Carriera

### 2010
È stata ammessa tramite wild card al torneo di qualificazione degli US Open ed è riuscita ad accedere al tabellone principale battendo Mona Barthel, Anastasija Pivovarova e Stéphanie Dubois.

### 2011
La Falconi è uscita al primo turno degli Australian Open, del Roland Garros e di Wimbledon, ma è approdata al terzo turno degli US Open dove è stata sconfitta da Sabine Lisicki, dopo aver eliminato Klára Zakopalová e Dominika Cibulková, entrando così tra le prime 100 del ranking mondiale. In stagione ha partecipato ai giochi panamericani di Guadalajara conquistando una medaglia d'oro e una d'argento.

### 2012
Nel mese di agosto ha raggiunto due finali WTA in suolo statunitense, la prima a Washington in coppia con Chanelle Scheepers e venti giorni dopo a Dallas insieme a Līga Dekmeijere, uscendone tuttavia sconfitta.

### 2016
Ad aprile ha conquistato il suo unico titolo WTA, a Bogotà riesce a sconfiggere in finale la spagnola Sílvia Soler Espinosa in tre set.

## Statistiche

### Singolare

#### Vittorie (1)
| Legenda               |
| Grande Slam (0)       |
| Ori Olimpici (0)      |
| WTA Finals (0)        |
| Premier Mandatory (0) |
| Premier 5 (0)         |
| Premier (0)           |
| International (1)     |

| N. | Data           | Torneo             | Superficie  | Avversario in finale  | Punteggio     |
| 1. | 17 aprile 2016 | WTA Bogotà, Bogotà | Terra rossa | Sílvia Soler Espinosa | 6-2, 2-6, 6-4 |

### Doppio

#### Sconfitte (3)
| Legenda               |
| --------------------- |
| Grande Slam (0)       |
| Argenti Olimpici (0)  |
| WTA Finals (0)        |
| Premier Mandatory (0) |
| Premier 5 (0)         |
| Premier (0)           |
| International (3)     |

| N. | Data           | Torneo                      | Superficie  | Compagna           | Avversarie in finale                         | Punteggio        |
| 1. | 4 agosto 2012  | Washington Open, Washington | Cemento     | Chanelle Scheepers | Shūko Aoyama Chang Kai-chen                  | 5-7, 2-6         |
| 2. | 24 agosto 2012 | Texas Tennis Open, Dallas   | Cemento     | Līga Dekmeijere    | Marina Eraković Heather Watson               | 3-6, 0-6         |
| 3. | 19 aprile 2015 | WTA Bogotà, Bogotà          | Terra rossa | Shelby Rogers      | Paula Cristina Gonçalves Beatriz Haddad Maia | 3-6, 6-3, [6-10] |

## Risultati in progressione
| Sigla | Risultato               |
| ----- | ----------------------- |
| V     | Vincitore               |
| F     | Finalista               |
| SF    | Semifinalista           |
| O     | Oro olimpico            |
| A     | Argento olimpico        |
| SF    | Bronzo olimpico         |
| QF    | Quarti di Finale        |
| 4T    | Quarto turno            |
| 3T    | Terzo turno             |
| 2T    | Secondo turno           |
| 1T    | Primo turno             |
| RR    | Round Robin             |
| LQ    | Turno di qualificazione |
| A     | Assente                 |
| ND    | Non disputato           |

| Legenda superfici    |
| -------------------- |
| Cemento              |
| Terra battuta        |
| Erba                 |
| Superficie variabile |

### Singolare nei tornei del Grande Slam
| Torneo          | 2009 | 2010 | 2011 | 2012 | 2013 | 2014 | 2015 | 2016 | 2017 | 2018 | V--S  |
| --------------- | ---- | ---- | ---- | ---- | ---- | ---- | ---- | ---- | ---- | ---- | ----- |
| Australian Open | A    | A    | 1T   | 1T   | A    | 2T   | 2T   | 2T   | 2T   | 1T   | 4-7   |
| Open di Francia | A    | A    | 1T   | 2T   | A    | A    | 3T   | 2T   | A    | A    | 4-4   |
| Wimbledon       | A    | A    | 1T   | 1T   | A    | A    | 1T   | 1T   | 1T   | A    | 0-5   |
| US Open         | A    | 1T   | 3T   | 1T   | A    | A    | 2T   | 1T   | A    | A    | 3-5   |
| Totale          | 0-0  | 0-1  | 2-4  | 1-4  | 0-0  | 1-1  | 4-4  | 2-4  | 1-2  | 0-1  | 11-21 |

### Doppio nei tornei del Grande Slam
| Torneo          | 2009 | 2010 | 2011 | 2012 | 2013 | 2014 | 2015 | 2016 | 2017 | V--S |
| --------------- | ---- | ---- | ---- | ---- | ---- | ---- | ---- | ---- | ---- | ---- |
| Australian Open | A    | A    | A    | 1T   | 2T   | A    | 1T   | 2T   | A    | 2-4  |
| Open di Francia | A    | A    | A    | A    | 1T   | A    | A    | 1T   | A    | 0-2  |
| Wimbledon       | A    | A    | A    | 2T   | 1T   | A    | 1T   | 1T   | A    | 1-4  |
| US Open         | A    | A    | 1T   | 2T   | A    | 1T   | 1T   | A    | 1T   | 1-5  |
| Totale          | 0-0  | 0-0  | 0-1  | 2-3  | 1-3  | 0-1  | 0-3  | 1-3  | 0-1  | 4-15 |

### Doppio misto nei tornei del Grande Slam
| Torneo          | 2009 | 2010 | 2011 | 2012 | 2013 | 2014 |
| --------------- | ---- | ---- | ---- | ---- | ---- | ---- |
| Australian Open | A    | A    | A    | A    | A    | A    |
| Open di Francia | A    | A    | A    | A    | A    | A    |
| Wimbledon       | A    | A    | A    | A    | A    | A    |
| US Open         | A    | A    | QF   | 1T   | A    | A    |